# Hans Lukesch

Hans Lukesch

Johannes „Hans“ Ivo Hermann Lukesch (* 2. Januar 1901 in Hadersdorf bei Wien; † 13. März 1994 Traun, Oberösterreich) war ein österreichischer  NSDAP-Politiker.

## Leben und Wirken
Nach dem Besuch der Volksschule und des Gymnasiums in Wien studierte Hans Lukesch sechs Semester lang Forstwirtschaft an der österreichischen Hochschule für Bodenkultur. Anschließend arbeitete er ein Jahr lang als Forstadjutant in Rumänien. Während seines Studiums wurde er 1921 Mitglied der Burschenschaft Hubertus Wien, 1936 wurde er Ehrenmitglied der Burschenschaft Alemannia Wien.
Anfang März 1925 trat Lukesch in das österreichische Bundesheer ein. Nachdem er 1929 als Pionierleutnant aus der Pioniertruppe entlassen worden war, wurde er 1932 bei der Luftfahrttruppe aufgenommen, bei der er mit Aufgaben als Flugzeugbeobachter- und Flugzeugführer betraut wurde. Eigenen Angaben zufolge wurde er dann Ende August 1933 aufgrund seiner nationalsozialistischen Gesinnung aus dem österreichischen Heer entlassen, der NSDAP war er im Februar 1931 beigetreten.
Stattdessen begann Lukesch sich in der Sturmabteilung (SA) zu betätigen. 1934 wurde er – wohl wegen Beteiligung am nationalsozialistischen Juliputsch in Wien – für vier Monate im Anhaltelager Wöllersdorf in Haft gehalten. Später wurde er nacheinander zum Führer der SA-Brigade Niederösterreich, zum Stellvertreter des Führers der Obergruppe Österreich und 1935 zum Führer der Obergruppe Österreich ernannt. Von April 1935 bis zum November 1936 wurde er erneut in Haft genommen. Vom 12. Februar 1938 bis zum 17. März 1938 war Lukesch wieder Führer der Obergruppe Österreich. Während des Anschlusses von Österreich kommandierte er am 11. März 1938 die SA-Einheit, welche den Ballhausplatz umzingelte. Anschließend amtierte er als kommissarischer Landesgruppenführer der Landesgruppe Österreich des Reichsluftschutzbundes.
Bei der SA 1938 noch zum Brigadeführer befördert, wechselte er zum Reichsarbeitsdienst (RAD), für den er den Arbeitsgau Kärnten und Steiermark führte. 1943 wurde er zum Generalarbeitsführer und Leiter des Arbeitsgaues XXXVI (Südmark) befördert.
Von April 1938 bis zum Ende der NS-Herrschaft im Frühjahr 1945 saß Lukesch als Abgeordneter für Österreich im nationalsozialistischen Reichstag. 